# Хачиров, Пётр Черменович
Пётр Черменович Хачиров (род. 1 марта 1993) — российский дзюдоист, бронзовый призёр первенства России 2014 года среди юниоров, чемпион России 2015 года, мастер спорта России. Живёт в Дмитрове. Выступает в средней весовой категории (до 90 кг). Представляет Вооружённые Силы (Дмитрово). С 28 сентября 2015 года по 27 сентября 2019 года за нарушение антидопинговых правил был дисквалифицирован Федерацией дзюдо России.

## Спортивные результаты
- Чемпионат России по дзюдо 2015 года — .